# Ludwig Strauss

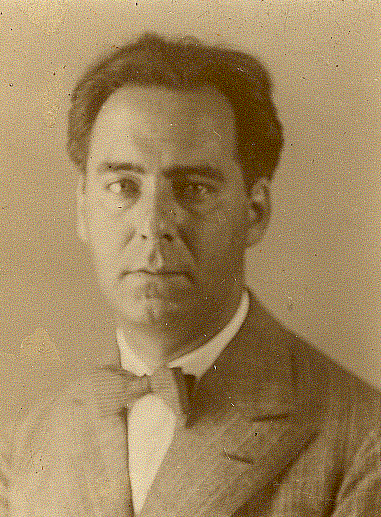
Ludwig Strauss (1930)

Arieh Ludwig Strauss (eigentlich Strauß, Pseudonym Franz Quentin, Strawotsch, Arijeh ben Menachem) (geboren 28. Oktober 1892 in Aachen; gestorben 11. August 1953 in Jerusalem) war ein deutscher Schriftsteller und Literaturwissenschaftler jüdischer Herkunft.

## Leben
Ludwig Strauss war der Sohn des Aachener Kaufmanns Emanuel Strauß (1858–1921) und dessen Ehefrau Henriette, geborene Lorsch (1857–1936), die beide aus hessischen assimilierten Landjudenfamilien stammten. Seine älteren Geschwister waren Max Strauß, erster Übersetzer von S. J. Agnon, und Aenne Frankenberg (1889–1939). Als Schüler des Realgymnasiums in Aachen gehörte er zum Freundeskreis um Walter Hasenclever, Karl Otten, Philipp Keller und Julius Talbot Keller. Seit 1908 veröffentlichte er Lyrik unter dem Pseudonym Franz Quentin, zunächst im von Otten herausgegebenen Aachener Almanach (1910). Bis 1927 entstanden vier Gedichtsammlungen, wie Wandlung und Verkündigung (1918).
Ludwig Strauss studierte ab 1913 Neuere Philologie und Philosophie zunächst in Berlin, ab 1914 in München. Noch im selben Jahr wurde er eingezogen. Nach einer Verschüttung wurde er 1916 schwer traumatisiert aus dem Heer entlassen. Er nahm sein Studium nicht wieder auf, sondern lebte seit 1919 als freier Schriftsteller in Berlin, wo er u. a. als Lektor beim Welt-Verlag beschäftigt war, später auch in Bensheim. Er war seit 1918 Mitglied der HaPoel HaZair, deren sozialistisch-zionistische Anschauungen er sein Leben lang teilte. Seine kulturzionistische Einstellung schlug sich in Übersetzungen aus dem Jiddischen (Ostjüdische Liebeslieder, 1920) und Neuhebräischen nieder (Chaim Nachman Bialik: Gedichte, 1921) sowie in Artikeln für jüdische Zeitschriften (Die Freistatt, Die Arbeit, Jüdische Rundschau, Der Jude, Die Kreatur, Die Horen). 1924 unternahm er eine erste Reise nach Palästina. 1925 zog er nach Düsseldorf, um dort die Stelle eines Dramaturgen am Schauspielhaus anzunehmen. Dort wohnte er im Haus der Witwe Else Sohn-Rethel in der Goltsteinstraße.
Sein Freund Fritz Mordechai Kaufmann, mit dem er sich in der jüdischen Jugendbewegung engagiert hatte, wurde 1919 auch sein Schwager, als er dessen Schwester Riwka (Rebekka) heiratete. Die Ehe mit der Bildhauerin wurde schon nach vier Jahren geschieden. 1925 heiratete er erneut, Eva (Chawa) Buber (1901–1992), die Tochter Martin Bubers. Mit ihr hatte er die Söhne Emanuel (1926–2007), später Gewerbelehrer in Jerusalem, und Michael (* 1931), später Hochschullehrer in Haifa. 
Neben der Dialogphilosophie seines späteren Schwiegervaters Martin Buber, den er schon 1913 kennen und schätzen gelernt hatte, hatten auch die sozialpolitischen Ideen von Gustav Landauer großen Einfluss auf Strauss' Weltanschauung.
1928 wurde er mit der Dissertation Hölderlins Anteil an Schellings frühem Systemprogramm bei Franz Schultz in Frankfurt am Main zum Dr. phil. promoviert. 1929 habilitierte er sich an der TH Aachen mit der Arbeit Das Problem der Gemeinschaft in Hölderlins Hyperion (gedruckt 1933). Anschließend war er an dieser Hochschule Leiter des Deutschen Instituts. Neben seinen wissenschaftlichen Tätigkeiten als Hölderlin-Experte war er nach wie vor belletristisch aktiv. Die Bücherei des Schocken Verlags zählte zu ihren Autoren neben Martin Buber, S. J. Agnon, Kafka, und vielen anderen (Liste hier), auch Ludwig Strauss, der mehrere Bände als Verfasser oder Übersetzer beisteuerte: Botschaft (1934), Geschichtenbuch (1934, aus dem Ma'assebuch), Jüdische Volkslieder (1935), Land Israel (1935, Gedichtzyklus), Chassidische Erzählungen von Jizchok Leib Perez (1936), Kleine Nachtwachen (1937). Land Israel war das Resultat einer 1934 unternommenen zweiten Palästinareise.
Bereits im Frühjahr 1933 begannen auch an der RWTH Aachen die Denunziationsmaßnahmen der Studentenschaft. Hierbei ließen der ASTA (Allgemeiner Studentenausschuss) und die Studentenführer dem hierfür extra eingesetzten Denunziationsausschuss bestehend aus Hermann Bonin, Hubert Hoff, Felix Rötscher, Adolf Wallichs und Robert Hans Wentzel darüber Mitteilungen zukommen, welche der Dozenten und Professoren nicht arischer Abstammung waren oder vermeintlich oder tatsächlich eine unerwünschte politische Einstellung hatten. Strauss sollte nun gemäß dem Gesetz zur Wiederherstellung des Berufsbeamtentums auf Grund seiner jüdischen Herkunft zusammen mit den anderen nicht „arischen“ Professoren Otto Blumenthal, Arthur Guttmann, Walter Maximilian Fuchs, Ludwig Hopf, Theodore von Kármán, Paul Ernst Levy, Karl Walter Mautner, Alfred Meusel, Leopold Karl Pick, Rudolf Ruer und Hermann Salmang die Lehrerlaubnis entzogen werden.
Strauss wurde Ende April 1933 beurlaubt, konnte aber aufgrund des Frontkämpferprivilegs ab 1934 wieder Vorlesungen halten. „Da seine Vorlesungen von immer weniger Studenten besucht wurden und die Lage in Deutschland für ihn bedrohlicher wurde, bat er um Beurlaubung ab dem 1. Januar 1935 und um Entlassung ab 1. April desselben Jahres.“

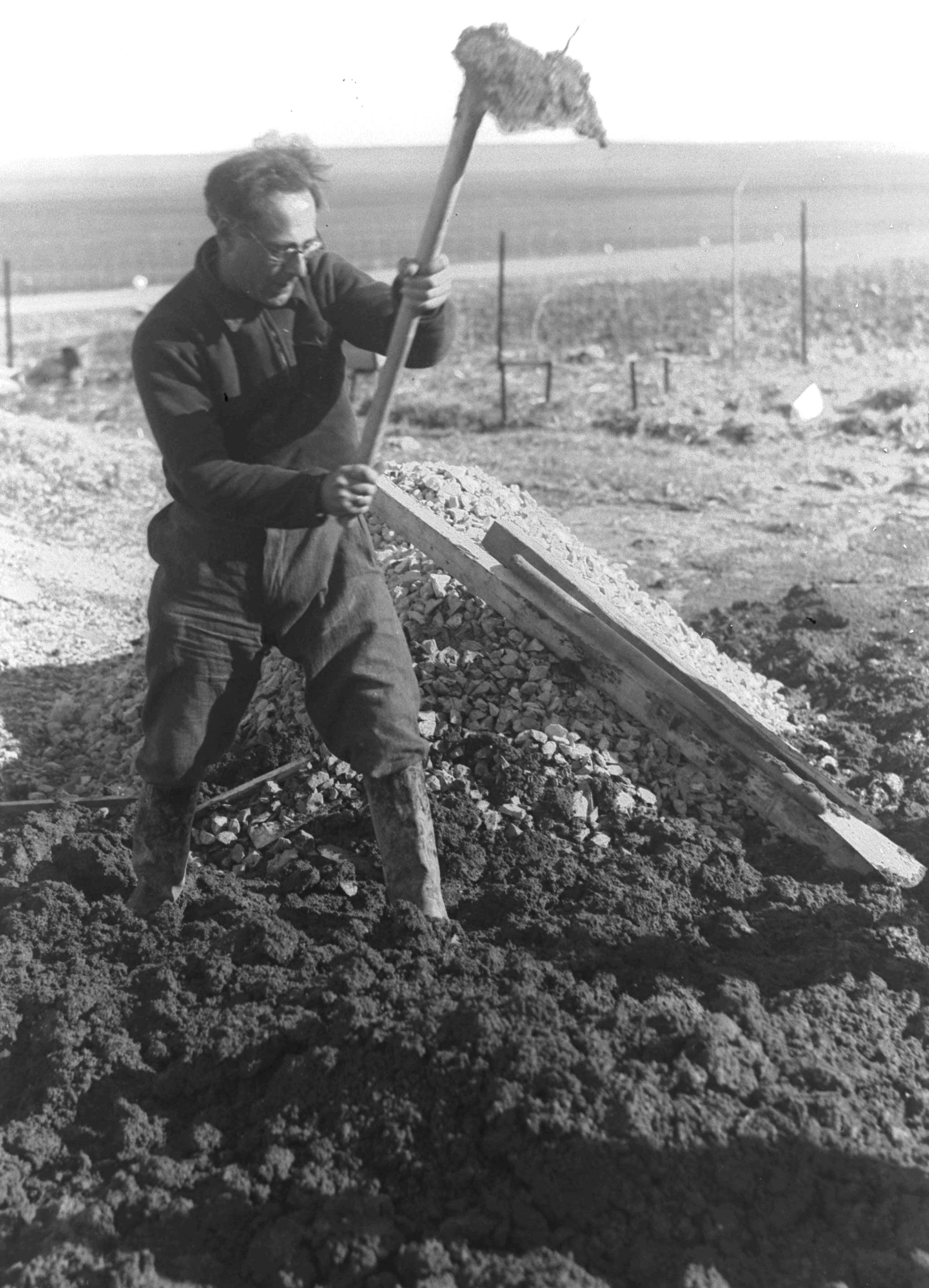
Zoltan Kluger: Strauss im Kibbutz Hazorea (1937)

Strauss wanderte 1935 mit Frau und Söhnen nach Palästina aus. Er lebte zunächst in Jerusalem, danach im Kibbuz Hasorea in der Jesreelebene, wo er als Forstarbeiter und im Straßenbau arbeitete. 1938 wurde er Lehrer im 1927 von dem aus Berlin gebürtigen Arzt und Erzieher Siegfried Lehmann (1892–1958) in der Nähe von Lod gegründeten Kinder- und Jugenddorf Ben Shemen. Dort wurden nach 1933 vor allem Kinder und Jugendliche aus Deutschland aufgenommen. 1946 wurde ihm als Wiedergutmachung eine Professorenstelle an seiner alten Hochschule in Aachen angeboten, die er zurückwies. Wegen einer zunehmenden Herzkrankheit ab 1949 wieder in Jerusalem, unterrichtete er als Dozent für Vergleichende Literaturwissenschaft an der Hebräischen Universität. Er publizierte nun auch hebräische Lyrik (Šāʾōt wa-dōr, Šı̄rı̄m, Stunde u. Epoche, Gedichte, 1951) und lieferte Beiträge für die wissenschaftliche Zeitschrift Trivium. Er wurde 1953 am Friedhof Har HaMenuchot bestattet.
Ludwig Strauss steht „als Dichter in der Tradition der klassischen Moderne. Frühe Gedichte lassen eine Nähe zum George-Kreis erkennen, von dem sich Strauss nach 1918 distanzierte. […] Wenngleich ihn die Unbedingtheit seines ethischen und ästhetischen Engagements mit dem Expressionismus verband, entwickelte Strauss einen eigenständigen, auf Maß und Harmonie gerichteten Stil.“ Sein nach dem Tod vergessenes Werk traf in den 1980er Jahren erneut auf Interesse. In der Anthologie »Beständig ist das leicht Verletzliche« ist Ludwig Strauss mit dem Gedicht Bergwerksballade (1932) vertreten.
Die Rheinisch-Westfälische Technische Hochschule Aachen hat 1992 zu seinen Ehren am Germanistischen Institut die Ludwig-Strauss-Professur für deutsch-jüdische Literaturgeschichte eingerichtet.

## Werke von Ludwig Strauss

### Sechs Zeilen von Ludwig Strauss
Aus: Bergwerksballade
Aus dunklen Dienstes      dumpfen Schächten,

ihr Leidstarken,          steigt auf ins Lied!

Ragend tragt ihr          auf treuen Schultern

der Menschenwelt          geborstene Wölbung.

Haltet, Helden,           mit Herzmächten

stürzende Firste          über uns fest!

### Als Verfasser

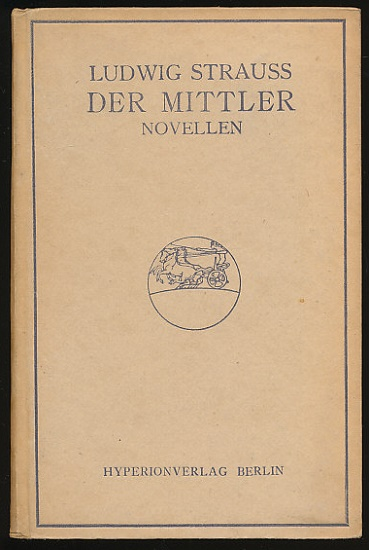
Ludwig Strauss: Der Mittler (Novellen). Berlin 1916

- Der Mittler (Novelle) Berlin, 1916.
- (als Mitautor): Die Opfer des Kaisers, Kremserfahrten und die Abgesänge der hallenden Korridore Leipzig, 1918.
- Wandlung und Verkündigung (Gedichte) Leipzig, 1918.
- Die Flut. Das Jahr. Der Weg. Gedichte 1916–1919 Berlin, 1921.
- (mit Albrecht Schaeffer): Leukothea: Ein Jahrbuch Berlin, 1923.
- Tiberius (Drama) München, 1924.
- Der Reiter (Novelle) Frankfurt am Main, 1929.
- Nachtwache, Gedichte: 1919–1933 Hamburg, 1933.
- Land Israel. Gedichte Berlin, 1935.
- Shaot wa-dor. Shirim [Stunde und Epoche] (Gedichte). Jerusalem 1951
- Heimliche Gegenwart: Gedichte 1933–1950 Heidelberg, 1952.
- Wintersaat (Aphoristische Kurztexte) Zürich 1953.
- Fahrt und Erfahrung: Geschichten und Aufzeichnungen Heidelberg, Darmstadt, 1959.

### Als Herausgeber
- mit Nahum Norbert Glatzer: Ein Jüdisches Lesebuch. Sendung und Schicksal. Aus dem Schrifttum des nachbiblischen Judentums. Schocken Verlag, Berlin 1931.
- Geschichtenbuch. Aus dem jüdisch-deutschen Maaßebuch ausgewählt und übertragen von Ludwig Strauß., Schocken Verlag, Berlin 1934 [Bücherei des Schocken Verlags, Band 18].

### Aktuelle Ausgaben

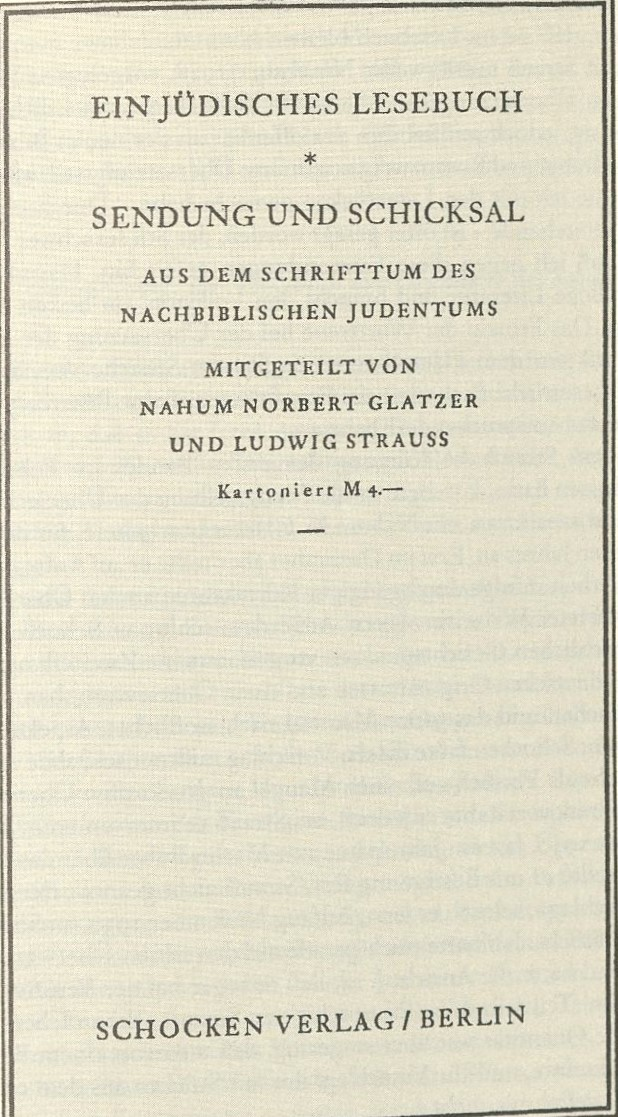
Ein jüdisches Lesebuch Berlin 1931.

- Dichtungen und Schriften. Hrsg. von Werner Kraft. München: Kösel-Verl. 1963.
- Briefwechsel Martin Buber – Ludwig Strauß 1913–1953. Hrsg. von Tuvia Rübner und Dafna Mach. Frankfurt a. M.: Luchterhand 1990. (Veröffentlichungen der Deutschen Akademie für Sprache und Dichtung, Darmstadt. 64)
- Das verpasste Verbrechen und andere Prosa. Hrsg. und mit einem Nachw. versehen von Gregor Ackermann (u. a.). Aachen: Alano-Verlag 1990.
- Land Israel. Gedichte. (1935) Neu hrsg. und mit einem Nachw. versehen von Hans Otto Horch. Aachen: Rimbaud Verlag 1991. ISBN 3-89086-880-0
- Gesammelte Werke. In vier Bänden. Hrsg. von Tuvia Rübner und Hans Otto Horch. Göttingen: Wallstein 1998–2001. (Veröffentlichungen der Deutschen Akademie für Sprache und Dichtung Darmstadt. 73) ISBN 3-89244-198-7

## Weblinks

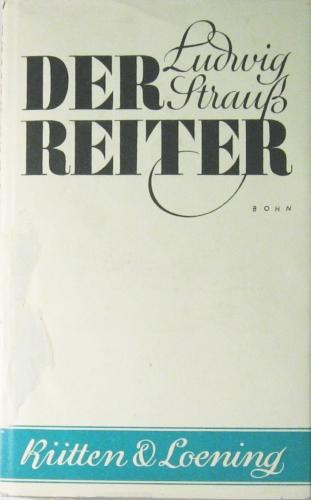
Ludwig Strauss: Der Reiter (Novelle) Frankfurt am Main, 1929.